# Amit Inbar
Amit Inbar –en hebreo, עמית ענבר– (Mijmoret, 9 de agosto de 1982) es un deportista israelí que compitió en vela en las clases Lechner A-390 y  Mistral.
Ganó dos medallas de plata en el Campeonato Mundial de Mistral entre los años 1997 y 1998, y tres medallas en el Campeonato Europeo de Mistral entre los años 1993 y 2000.
Participó en dos Juegos Olímpicos de Verano, ocupando el octavo lugar en Barcelona 1992 (Lechner A-390) y el séptimo en Sídney 2000 (Mistral).

## Palmarés internacional
| \| Campeonato Mundial \| Campeonato Mundial \| Campeonato Mundial \| Campeonato Mundial \| \| Año \| Lugar \| Medalla \| Clase \| \| ------------------ \| -------------------- \| ------------------ \| ------------------ \| \| 1997 \| Perth (Australia) \| Medalla de plata \| Mistral \| \| 1998 \| Brest (Francia) \| Medalla de plata \| Mistral \| \| Campeonato Europeo \| \| \| \| \| Año \| Lugar \| Medalla \| Clase \| \| 1993 \| Nieuwpoort (Bélgica) \| Medalla de oro \| Mistral \| \| 1998 \| Maratón (Grecia) \| Medalla de oro \| Mistral \| \| 2000 \| Cádiz (España) \| Medalla de plata \| Mistral \| |                      |                  |         |
| Campeonato Mundial |                      |                  |         |
| Año | Lugar                | Medalla          | Clase   |
| 1997 | Perth (Australia)    | Medalla de plata | Mistral |
| 1998 | Brest (Francia)      | Medalla de plata | Mistral |
| Campeonato Europeo |                      |                  |         |
| Año | Lugar                | Medalla          | Clase   |
| 1993 | Nieuwpoort (Bélgica) | Medalla de oro   | Mistral |
| 1998 | Maratón (Grecia)     | Medalla de oro   | Mistral |
| 2000 | Cádiz (España)       | Medalla de plata | Mistral |